# Městský hřbitov v Přerově
Městský hřbitov v Přerově je hlavní městský hřbitov v Přerově, v lokalitě lidově nazývané Na černým. Nachází se na jihovýchodním okraji města, v ulici 9. května.   

## Historie

### Výstavba

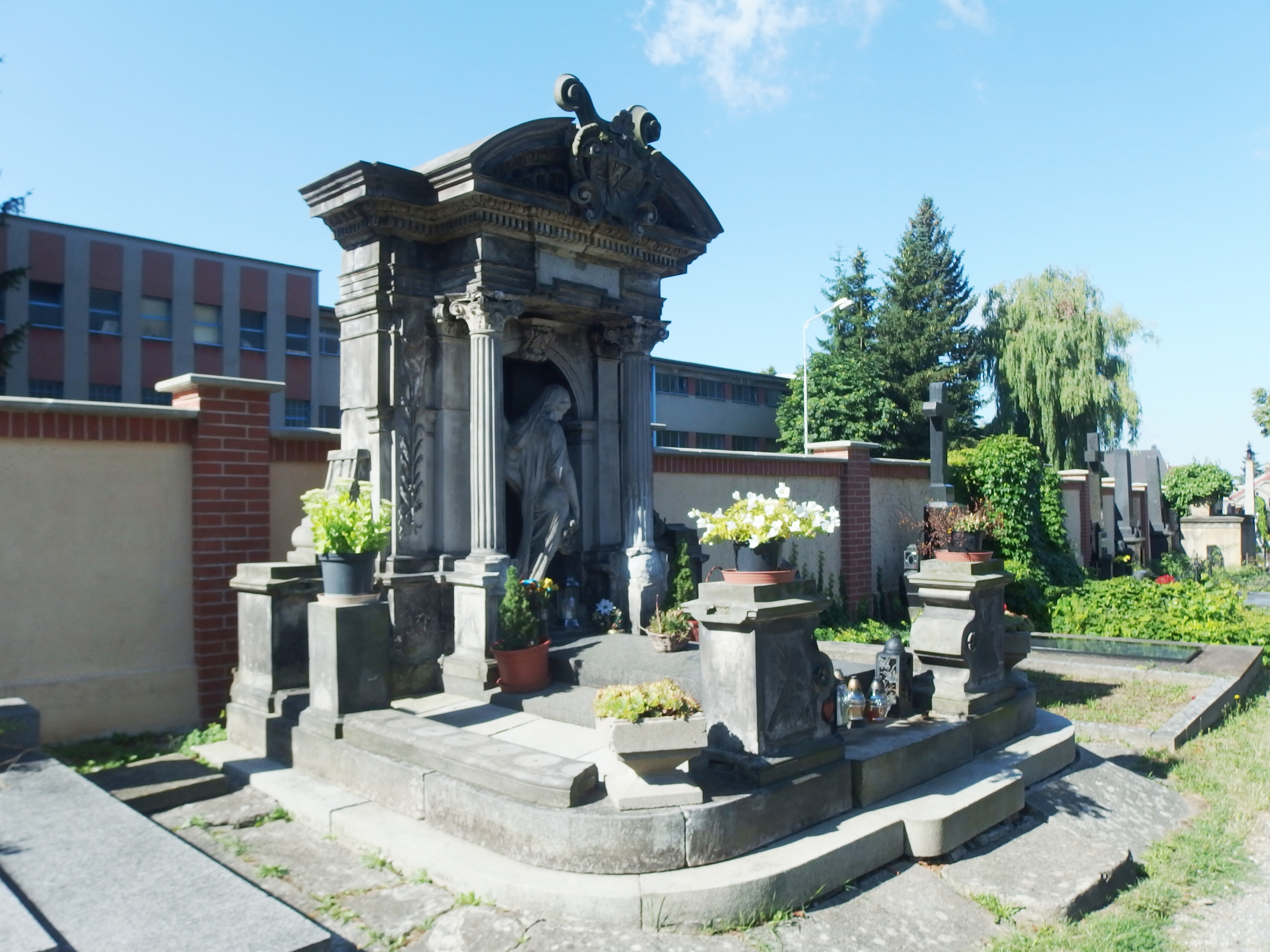
Jedna z bohatě zdobených hrobek z konce 19. století

Hřbitov byl vystavěn v roce 1877 na velkém pozemku na okraji města jako nový městský hřbitov náhradou za rušená pohřebiště blíže centru, došlo zde též k přesunu cenných náhrobků. Pozemek vysvětil 1. listopadu 1877 farář Arnošt Vychodil, první pohřeb se zde konal hned následujícího dne. Hřbitov svou severní částí přiléhá na nový městský židovský hřbitov zřízený roku 1882. Byl zde též umístěn pomník pruským vojákům padlým v nedaleké bitvě v rámci prusko-rakouské války. 
Podél zdi jsou umístěny hrobky a čestné hroby významných obyvatel města. Později zde vznikly též budovy zázemí hřbitovní správy a městské pohřební služby. Areál byl za svou historii několikrát rozšiřován. 
Pohřbeni jsou zde také vojáci a legionáři bojující v první a druhé světové válce, stejně jako vojáci Rudé armády padlí při osvobozování Československa roku 1945.  

### Po roce 1945
S odchodem téměř veškerého německého obyvatelstva města v rámci odsunu Sudetských Němců z Československa ve druhé polovině 40. let 20. století zůstala řada hrobů německých rodin opuštěna a bez údržby. 
Nová obřadní síň zde byla vystavěna roku 1987. V Přerově se nenachází krematorium, ostatky zemřelých jsou zpopelňovány povětšinou v krematoriu v Olomouci-Neředíně.  
V roce 2017 hřbitov zaujímal plochu 5,2 ha, deset tisíc pohřebních míst a kryté kolumbárium s šesti sty místy.

## Čestné hroby (výběr)

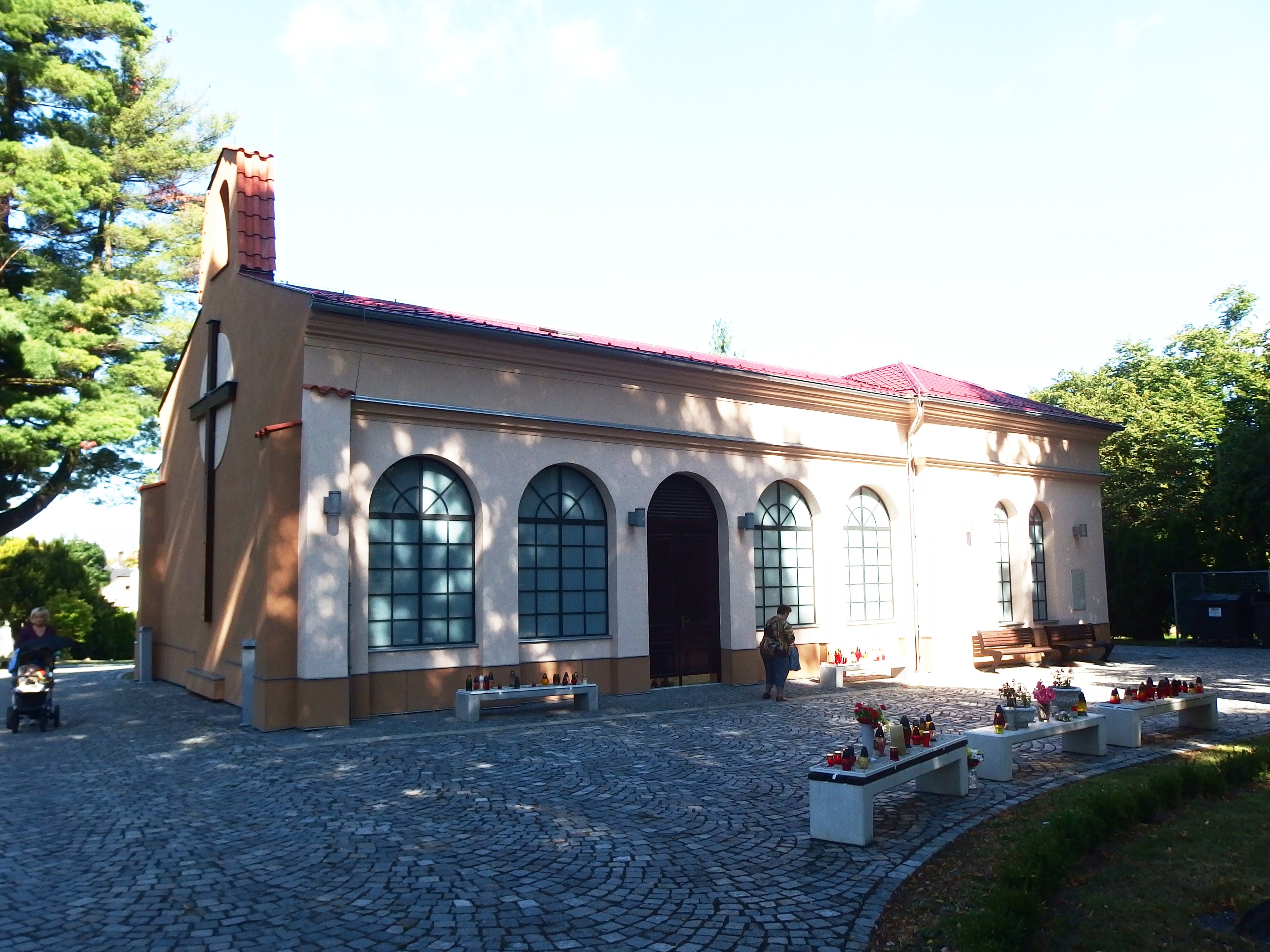
Hřbitovní kaple

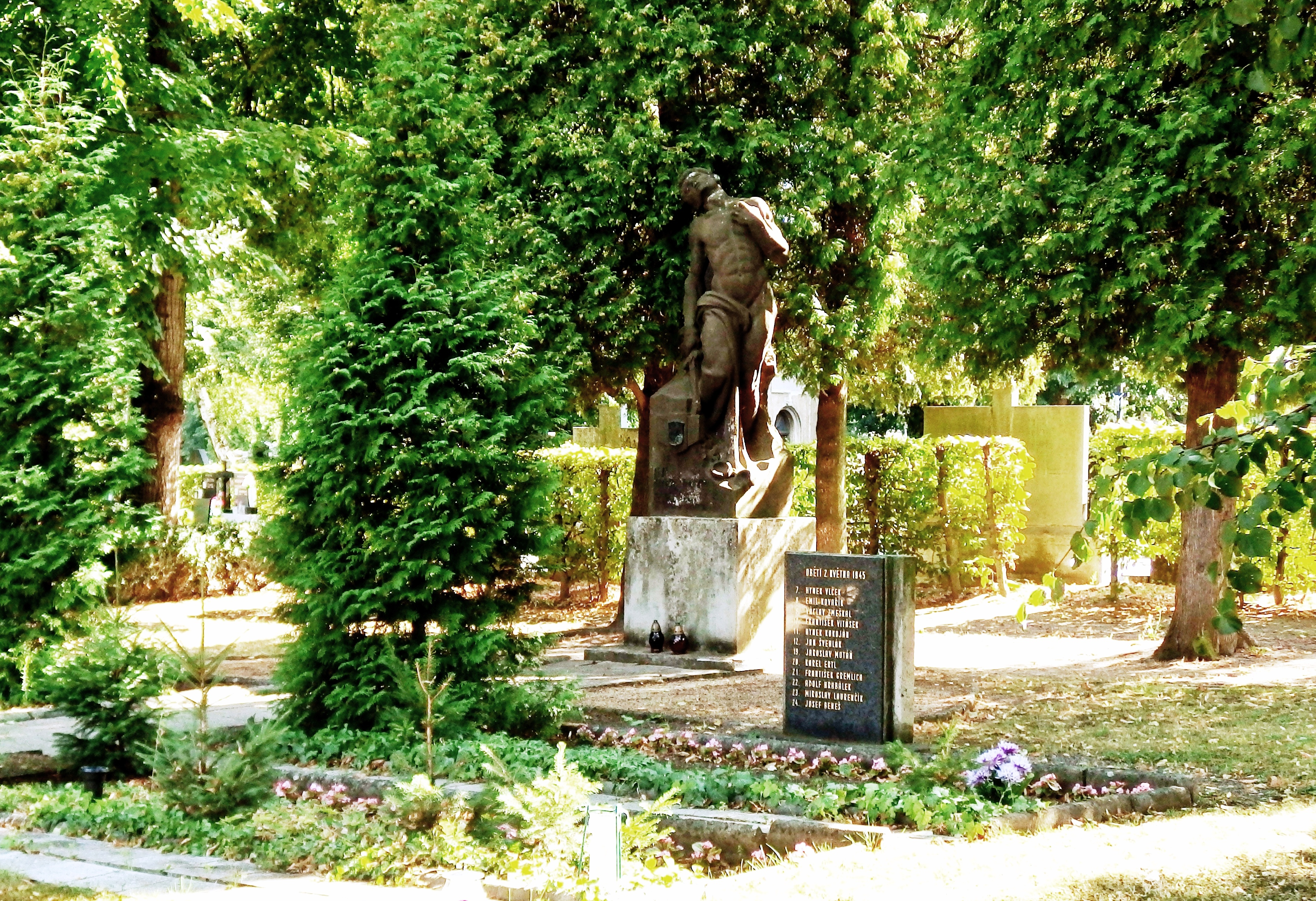
Pomník obětem fašismu

Převážně dle seznamu na stránkách hřbitova:
- Jiřina Hauková (1919–2005) – česká básnířka a překladatelka
- Jan Hovůrka (1918–1941) – odbojář, gestapem zatčen a popraven v Brně[4]
- Karel Hovůrka (1914–1941) – československý voják, člen výsadkové skupiny Aroš V.[4]
- Terezie Hrubá (1876–1933) – zakladatelka a majitelka konzervárenské a cukrářské továrny
- František Chudoba (1878–1941) – český anglista, literární historik a překladatel
- Lubomír Jasínek (1922–1943) – československý voják a příslušník výsadku Antimony
- Bohumír Kobliha (1902–1981) – důstojník československé armády, topograf
- Slavomír Kratochvíl (1889–1914) – první oběť českého protirakouského odboje
- Pavel Novák (1944–2009) – český zpěvák, skladatel, hudebník
- Lubomír Pleva (1929–1998) – hráč na foukací harmoniku, čtyřnásobný mistr světa ve svém oboru
- Jakub Škoda (1835–1885) – středoškolský profesor, překladatel a komunální politik
- Jindřich Valouch (1947–2010) – český politik,  starosta a první primátor města Přerova
- Ferdinand Vaněk (1879–1915) – český středoškolský profesor a vlastivědný pracovník
- František Venclovský (1932–1996) – plavec, jako první Čechoslovák překonal kanál La Manche
- Oldřich Vodička (1910–1949) – československý voják, umučen komunistickou Státní bezpečností v Praze na Pankráci[5]
- Amálie Vrbová (1863–1936) – česká spisovatelka píšící pod pseudonymem Jiří Sumín
- Emanuel Zahradníček (1908–1933) – student, první oběť fašismu v Československu
- Karel Zejda (1890–1977) – český obuvník, průmyslník a podnikatel, zakladatel závodu Kazeto

## Pomníky
- Pomník pruských vojáků 1866[6]
- Pomník padlých v 1. světové válce 1914–1918
- Pomník italským zajatým vojínům
- Pomník na památku událostí na Švédských šancích 1945[7]
- Pomník obětem fašismu[2]